# Louis Domingue
Louis Boileau-Domingue (* 6. März 1992 in Saint-Hyacinthe, Québec) ist ein kanadischer Eishockeytorwart, der seit Juli 2022 bei den New York Rangers aus der National Hockey League (NHL) unter Vertrag steht und parallel für deren Farmteam, das Hartford Wolf Pack, in der American Hockey League (AHL) zum Einsatz kommt.

## Karriere

### Jugend
Louis Domingue wurde in Saint-Hyacinthe geboren und wuchs im wenige Kilometer entfernten Mont-Saint-Hilaire auf, einem Vorort von Montréal. In seiner Jugend spielte er für die Lac St-Louis Lions, wobei er bei der Familie seines Teamkollegen Louis Leblanc wohnte. 2008 wählten ihn die Moncton Wildcats im Entry Draft der Ligue de hockey junior majeur du Québec (LHJMQ) an 13. Position aus, für die Domingue in der Folge mit Beginn der Saison 2008/09 spielte. Als Rookie fungierte er als zweiter Torhüter hinter Nicola Riopel und kam im Laufe der Spielzeit auf zwölf Einsätze, während er über den Jahreswechsel an der World U-17 Hockey Challenge 2009 teilnahm und dort mit dem Team Canada Québec den fünften Platz belegte.

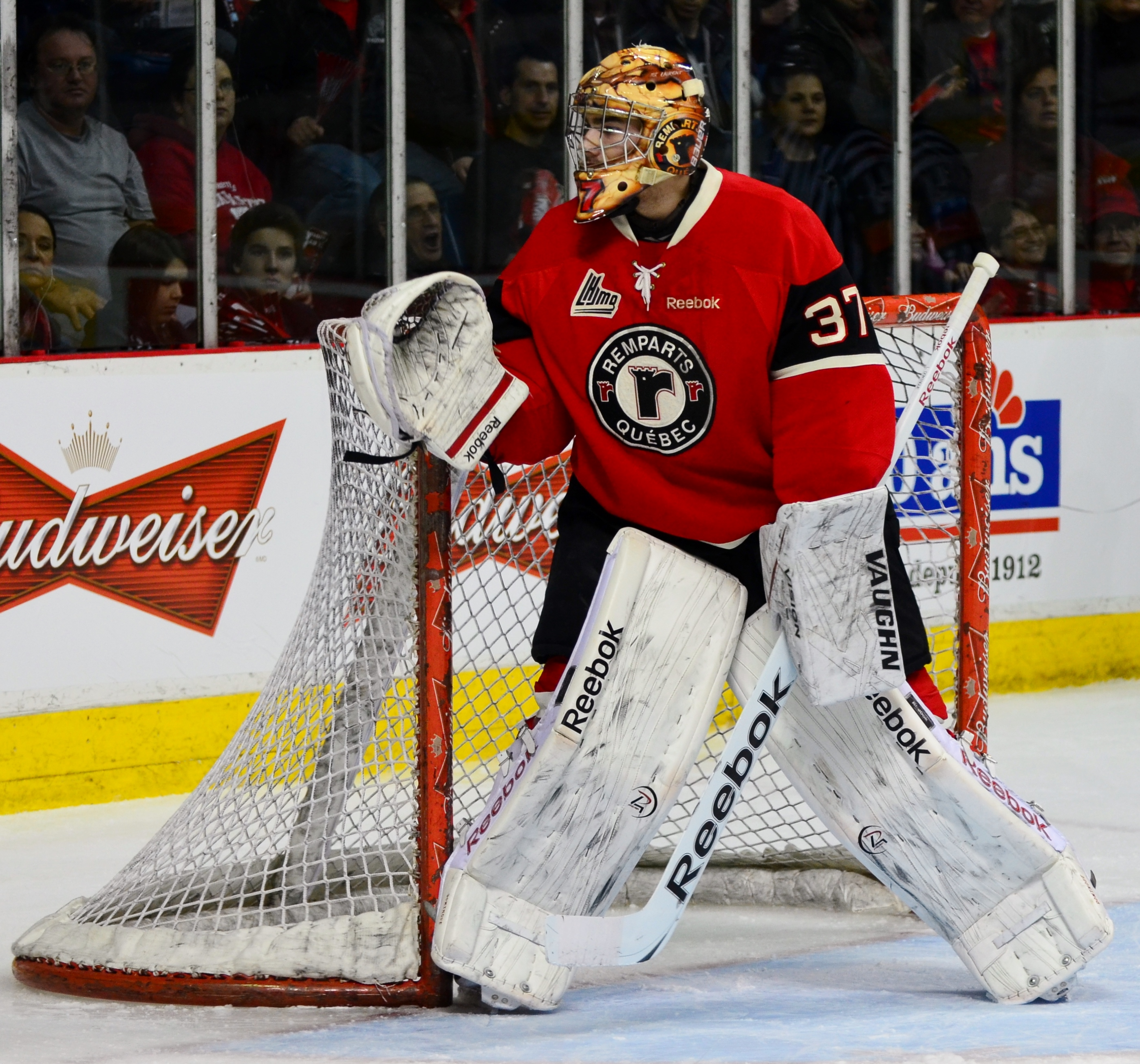
Domingue im Trikot der Remparts (2012)

In der folgenden Spielzeit 2009/10 erhielt Domingue deutlich mehr Einsatzzeit in Moncton, wurde jedoch im Januar 2010 von den Wildcats samt Matt Brown an die Remparts de Québec abgegeben, die ihrerseits Kelsey Tessier nach Moncton transferierten. In der Stadt Québec avancierte Domingue zum Stammtorhüter, nahm wenig später am CHL Top Prospects Game teil und wurde schließlich im NHL Entry Draft 2010 an 138. Position von den Phoenix Coyotes ausgewählt. Vorerst verblieb der Kanadier jedoch zwei weitere Jahre in der LHJMQ und steigerte seine persönliche Statistik dabei deutlich, so führte er die Liga in der Spielzeit 2011/12 mit einer Fangquote von 91,4 % an.

### NHL und AHL
Im Sommer 2012 wechselte Domingue in das System der Phoenix Coyotes und verbrachte nahezu die gesamte Saison 2012/13 bei den Gwinnett Gladiators in der drittklassigen ECHL; nur im Februar 2013 kam er auf zwei Einsätze beim anderen Farmteam der Coyotes, den Portland Pirates aus der zweitklassigen American Hockey League (AHL). Diese Verhältnisse kehrten sich im Folgejahr um, als er 36 AHL- und nur noch 7 ECHL-Einsätze verbuchte. Ähnlich verhielt es sich in der Saison 2014/15, wobei er jedoch im Januar 2015 bei den mittlerweile umbenannten Arizona Coyotes sein Debüt in der National Hockey League gab. Insgesamt kam er auf sieben Einsätze, eine Fangquote von 91,1 % sowie auf einen Gegentorschnitt von 2,73. Im Mai 2015 verlängerte der Torhüter seinen Vertrag in Arizona um ein Jahr.
Die Spielzeit 2015/16 begann Domingue beim neuen AHL-Farmteam der Coyotes, den Springfield Falcons, wurde allerdings aufgrund einer Verletzung von Mike Smith bereits im Dezember 2015 ins NHL-Aufgebot zurückberufen. Da Smith länger ausfiel, bildete Domingue fortan gemeinsam mit Anders Lindbäck das Torhüter-Duo der Coyotes und kam regelmäßig in der NHL zum Einsatz. Im Januar 2016 verzeichnete er dabei in elf Spielen sechs Siege sowie eine Fangquote von 92,5 % und einen Gegentorschnitt von 2,20 und wurde infolgedessen als NHL-Rookie des Monats ausgezeichnet.
Dennoch überzeugte Domingue mit seinen Leistungen nie wirklich in Arizona und verlor seinen Stammplatz nach Beginn der Saison 2017/18 an Antti Raanta bzw. Scott Wedgewood. In der Folge gaben ihn die Coyotes im November 2017 an die Tampa Bay Lightning ab und erhielten im Gegenzug Michael Leighton und Tye McGinn. Dort gelang es ihm, sich als zweiter Torhüter hinter Andrei Wassilewski zu etablieren und sich dabei gegen Peter Budaj durchzusetzen, sodass er im Juni 2018 einen neuen Zweijahresvertrag in Tampa unterzeichnete. Durch die Verpflichtung von Curtis McElhinney im Sommer 2019 versetzten die Lightning den Torwart zu Beginn der Spielzeit 2019/20 aber wieder in die AHL, woraufhin er im November 2019 im Tausch für ein konditionales Siebtrunden-Wahlrecht im NHL Entry Draft 2021 an die New Jersey Devils abgegeben wurde. Dort war er nur wenige Monate aktiv, ehe er zur Trade Deadline im Februar 2020 im Tausch für Zane McIntyre zu den Vancouver Canucks transferiert wurde. In Vancouver beendete er die Saison, ehe er sich im Oktober 2020 als Free Agent für ein Jahr den Calgary Flames an. Gleiches tat er ein Jahr später, als er einen Jahresvertrag bei den Pittsburgh Penguins unterzeichnete, sowie im Juli 2022, als er zu den New York Rangers wechselte.

## Erfolge und Auszeichnungen
- 2010 Teilnahme am CHL Top Prospects Game
- 2016 NHL-Rookie des Monats Januar

## Karrierestatistik

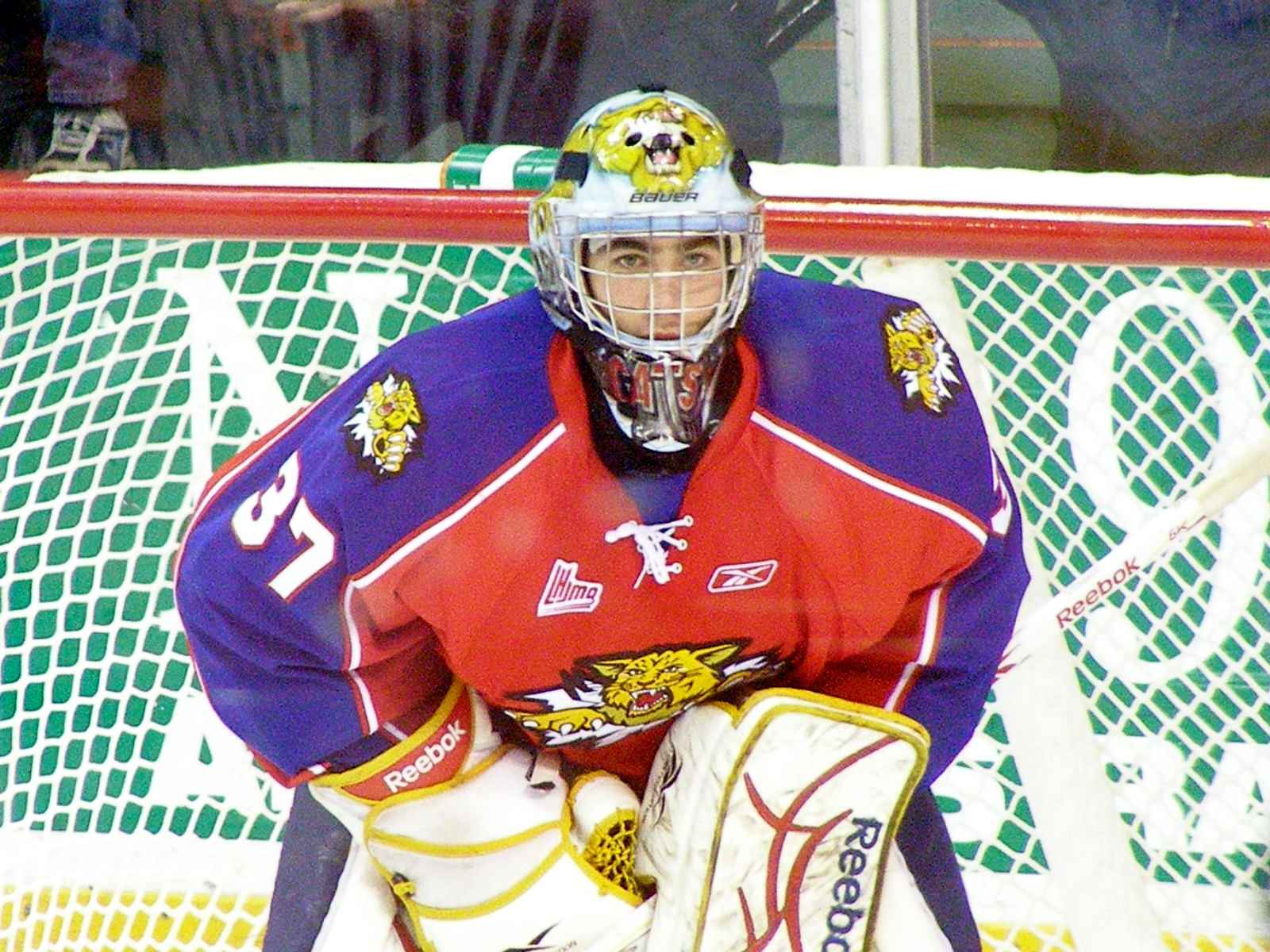
Domingue im Trikot der Moncton Wildcats (2009)

Stand: Ende der Saison 2024/25
(Legende zur Torhüterstatistik: GP oder Sp = Spiele insgesamt; W oder S = Siege; L oder N = Niederlagen; T oder U oder OT = Unentschieden oder Overtime- bzw. Shootout-Niederlage; Min. = Minuten; SOG oder SaT = Schüsse aufs Tor; GA oder GT = Gegentore; SO = Shutouts; GAA oder GTS = Gegentorschnitt; Sv% oder SVS% = Fangquote; EN = Empty Net Goal; 1 Play-downs/Relegation; Kursiv: Statistik nicht vollständig)